# Love & Rockets, Volume 1: The Transformation
Albums de Murs
Murs for President
(2008) Fornever
(2010)
Love & Rockets, Volume 1: The Transformation est le septième album studio de Murs, sorti le 11 octobre 2011.
L'album s'est classé 29e au Top R&B/Hip-Hop Albums.

## Liste des titres
| No  | Titre                                  | Contient un (des) sample(s) de             | Durée |
| --- | -------------------------------------- | ------------------------------------------ | ----- |
| 1.  | Epic Salutations                       |                                            | 3:12  |
| 2.  | Remember 2 Forget                      |                                            | 3:55  |
| 3.  | 67 Cutlass                             |                                            | 3:24  |
| 4.  | Eazy-E                                 |                                            | 5:01  |
| 5.  | Hip Hop & Love (featuring Tabi Bonney) |                                            | 3:02  |
| 6.  | International                          |                                            | 4:04  |
| 7.  | S-K-I-B-E-A-T-Z (featuring Locksmith)  | I Am I B de De La Soul                     | 3:12  |
| 8.  | Westside Love                          |                                            | 4:01  |
| 9.  | Life & Time (featuring O.C.)           |                                            | 3:02  |
| 10. | Reach Hire                             |                                            | 3:13  |
| 11. | Dream On (featuring Dee-1)             |                                            | 3:50  |
| 12. | 316 Ways                               | Who's for the Young des Brothers Unlimited | 4:07  |
| 13. | Animal Style                           | Maggot Brain de Funkadelic                 | 4:47  |